# Larentia infusata
Larentia infusata là một loài bướm đêm trong họ Geometridae.